# جمجمه‌بری
جمجمه‌بُری یا کرانیوتومی (به انگلیسی: Craniotomy) نام یک عمل جراحی است که در آن قسمتی از استخوان جمجمه به طور موقت جهت دسترسی به بافت مغز برداشته می‌شود.
بازکردن جمجمه با عمل جراحی برای بیرون آوردن تومور، کاستن فشار داخلی یا تخلیه لخته خون انجام می‌شود. برش جمجمه جنین در زایمان‌های سخت نیز گونه‌ای از جمجمه‌بری است.
عمل جراحی جمجمه‌بُری به عنوان یک اقدام حیاتی در بیماران مبتلا به ضایعات مغزی یا آسیب مغزی پس از سانحه (TBI) محسوب می‌شود. همچنین می‌تواند به پزشکان اجازه کاشت محرکهای عمیق مغزی در بیماران مبتلا به پارکینسون، صرع و تومورهای مخچه را بدهد.

کرانیوتومی عملی متمایز از کرانیکتومی می‌باشد. در این عمل به بافت مغز اجازه داده می‌شود تا تورم آن از بین برود و فشار داخل جمجمه کاهش یابد. در این عمل از طریق جمجمه توسط یک مته استخوان جمجمه تا سخت شامه سوراخ می‌گردد.

## روش عمل
جمجمه‌بری تحت بیهوشی عمومی انجام می‌شود ولی می‌تواند به صورت بیحسی موضعی و در حالی که بیمار بیدار است، نیز انجام شود. این روش در بیمار ناراحتی قابل توجهی ایجاد نمی‌کند.
به طور کلی، قبل از کرانیوتومی بیمار تحت تصویربردای ام آر آی قرار خواهد گرفت. جراح به کمک این تصویر محل دقیق حذف استخوان و زاویه مناسب برای دسترسی به مناطق مربوطه مغز را تعیین می‌کند.
مقدار استخوانی که از جمجمه برداشته خواهد شد به نوع عمل جراحی در حال انجام بستگی دارد.
پس از اتمام عمل، قطعه استخوان جدا شده با استفاده از تیتانیوم و پیچ یا انواع دیگری از تثبیت کننده‌ها (سیم، نخ و غیره…) در جای خود خواهد شد.

## مراقبت‌های بعد از عمل
- استفاده کردن از کلاه‌های ایمنی محافظ جهت جلوگیری وارد آمدن ضربه به سر.
- خودداری از چرخاندن بیش از حد سر.
- در صورت داشتن مزه شور در دهان یا ترشح از محل عمل باید پزشک یا پرستار در جریان قرار گیرد.
- خودداری از سرفه، عطسه و باد انداختن در بینی. زیرا باعث فشار آمدن به ناحیه عمل خواهد شد.
- مصرف داروهای ضد تشنج قبل و بعد از عمل جراحی می‌تواند به جلوگیری از حملات صرع کمک نماید.
- سر بیمار تا زمان کشیدن بخیه‌ها باید خشک باقی بماند.[۱]

معمولاً افراد مورد کرانیوتومی به مدت هفت روز از داروها ضد تشنج استفاده می‌کنند؛ که به طور سنتی از داروی فنی توئین استفاده می‌شود اما در حال حاضر از داروی Levetiracetam رایج می‌باشد زیرا تداخل دارویی کمتری نسبت به فنی توئین دارد.

## عوارض
- مننژیت باکتریایی که در حدود ۰٫۸ تا ۱٫۵ درصد افراد تحت عمل مشاهده می‌شود.
- درد مکرر متوسط تا شدید بعد از عمل

## خطرات
هیچ عمل جراحی بدون عارضه نخواهد بود. عوارض عمومی هر عمل جراحی شامل خونریزی، عفونت، لخته شدن خون و واکنش به داروهای بیهوشی می‌باشد.
عوارض خاص مربوط به جمجمه‌بری شامل موارد زیر می‌باشد:
- ضربه
- تشنج
- تورم بافت مغز که ممکن است بیمار را کاندید کرانیوتومی دوم نماید.
- آسیب عصبی که ممکن است سبب فلج عضلانی یا ضعف ماهیچه‌ای موقت شود.
- نشت مایع مغزی نخاعی که ممکن است نیاز به ترمیم دوباره پیدا کند.
- کاهش عملکرد ذهنی
- آسیب مغزی دائمی و معلولیت‌های مرتبط با آن[۲]